# Metall lleuger
Un metall lleuger és un metall o un aliatge amb una densitat de 5,0 g/cm³. Magnesi, alumini i titani són els metalls lleugers utilitzats en quantitats importants per la indústria.
Els més lleugers, els anomenats metalls alcalins són molt reactius i per això no es troben gaire a l'estat pur a la natura. La majoria dels metall lleugers són menys tòxics que els metalls pesants.
| Element  | Símbol | Grup              | Període | Densitat (g/cm³) |
| -------- | ------ | ----------------- | ------- | ---------------- |
| liti     | Li     | metall alcalí     | 2       | 0,53             |
| potassi  | K      | metall alcalí     | 4       | 0,86             |
| sodi     | Na     | metall alcalí     | 3       | 0,97             |
| rubidi   | Rb     | metall alcalí     | 5       | 1,53             |
| calci    | Ca     | alcalinoterri     | 4       | 1,54             |
| magnesi  | Mg     | alcalinoterri     | 3       | 1,74             |
| beril·li | Be     | alcalinoterri     | 2       | 1,85             |
| franci   | Fr     | metall alcalí     | 7       | 1,87             |
| cesi     | Cs     | metall alcalí     | 6       | 1,90             |
| estronci | Sr     | alcalinoterri     | 5       | 2,63             |
| alumini  | Al     | grup del bor      | 3       | 2,70             |
| escandi  | Sc     | grup de l'escandi | 4       | 2,99             |
| bari     | Ba     | alcalinoterri     | 6       | 3,65             |
| itri     | Y      | grup de l'escandi | 5       | 4,47             |
| titani   | Ti     | grup del tità     | 4       | 4,50             |